# Comboi

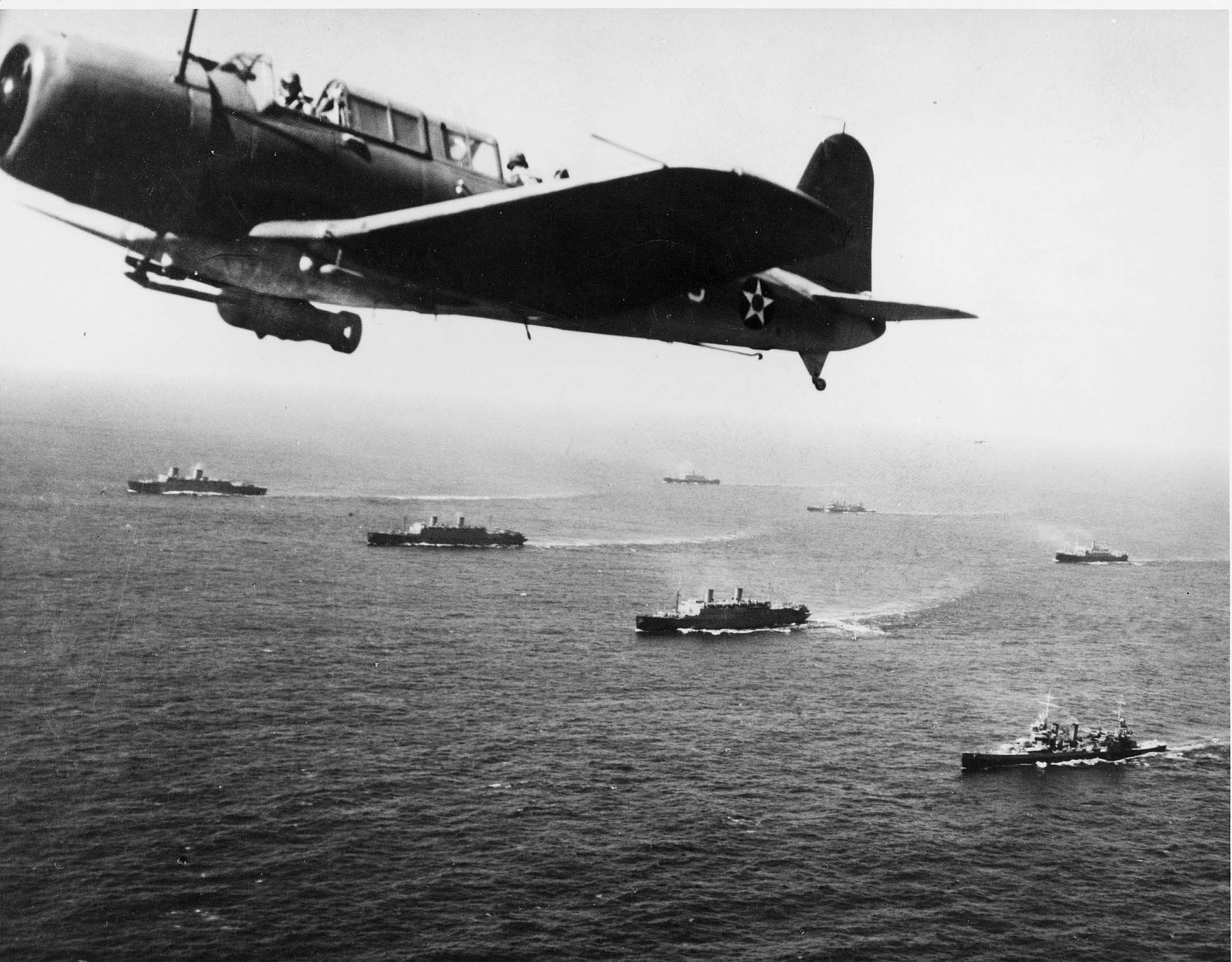
Vista aèria d'un comboi naval durant la Segona Guerra Mundial.

Un comboi (gal·licisme derivat de convoi) és un grup de vehicles (de qualsevol tipus) que viatgen junts per donar-se suport mutu. Sovint, els combois s'organitzen amb suport armat, és a dir, tenen una escorta.
La seguretat és la principal raó per fer combois. Per exemple, travessant una zona desèrtica, si un vehicle sofreix una avaria, la resta pot ajudar amb la reparació, i en cas d'haver d'abandonar-lo, la seva càrrega i el personal es poden repartir entre la resta de membres del comboi.

## Comboi marí
En l'àmbit mariner, es denomina comboi al conjunt, reunió o acompanyament de vaixells mercants escortats per altres de guerra. En certa manera és un equivalent a conserva. El comboi pren la seva denominació de la classe de càrrega que porten les embarcacions, així es diu comboi de tropes, de plata, etc.